# Basílica de Santa Maria (Minneapolis)
A Basílica de Santa Maria (em inglês: Basilica of Saint Mary) é uma basílica menor católica, localizada na cidade de Minneapolis, nos Estados Unidos. É a co-Catedral da Arquidiocese de Saint Paul e Minneapolis, junto com a Catedral de São Paulo, em Saint Paul. Foi a primeira igreja designada Basílica nos Estados Unidos, nomeada pelo Papa Pio XI, em 1 de fevereiro de 1926.